# Château de Dracy-le-Fort
Le château de Dracy-le-Fort est situé sur la commune de Dracy-le-Fort en Saône-et-Loire, en bordure de l'Orbize, à 100 mètres de l'église.

## Description
La construction comprend un grand corps de bâtiment flanqué à ses extrémités de deux tours carrées. Au centre de la façade Ouest, se dresse une tour-porche rectangulaire en forte saillie et de même hauteur que les tours d'angle. Cet ensemble a sans doute été bâti au XVIe siècle sur des fondations antérieures. Au XVIIIe siècle, en avant de la tour-porche, a été plaqué un large portail surmonté d'un fronton.
Un large passage voûté donne accès à une cour intérieure qui a presque entièrement conservé son aspect d'origine: elle est limitée par deux bâtiments parallèles implantés en retour d'équerre à partir des tours d'angle. L'un renferme au sous-sol une salle comprenant cinq travées de voûtes d'ogives reposant sur quatre piliers ronds et qui devait être le cellier. L'autre se prolonge jusqu'à une tour d'angle en ruines, reste probable de l'ancien donjon.
Devant la façade, une grande allée de tilleuls donne au château une allure seigneuriale. 
Le 7 octobre 1992, l'aile droite du château fut ravagée par un incendie.
Le château est une propriété privée et ne se visite pas.

## Historique
- XIIe siècle : présence attestée d'un château fort
- jusqu'au XVIIIe siècle : succession de nombreux propriétaires
- vers 1740 : acquisition par Jacques-Philippe de Fyot de Neuilly qui transforme le château
- 1754 : le précédent devient comte de Dracy
- 1777 : Voltaire songe à acquérir le domaine
- époque actuelle : propriété privée